# こしのりょう
こしの りょう（1967年9月 - ）は、日本の漫画家。新潟県三条市出身。

## 来歴
1987年、モーニング四季賞・冬のコンテストで佳作入選。大学卒業後から1994年まで広告代理店に勤務する。
『モーニング』に「Ns'あおい」を2004年4月から連載。
代表作には『投資アドバイザー有利子』、『町医者ジャンボ』などがある。

## 作品リスト

### 連載
- Ns'あおい（講談社『モーニング』2004年19号 - 2010年43号[4]、全32巻）
- HANA♪うた（日本看護連盟 機関誌『N∞ [アンフィニ]』2006年 - 連載、既刊1巻） - 単行本のタイトルは『はなうた ナースはときどき、うれしい』[5]。
- 投資アドバイザー 有利子（角川書店『コミックチャージ』2008年 - 2009年連載、全1巻） - 作画担当
- 町医者ジャンボ!!（講談社『週刊現代』2011年 - 2015年連載、全16巻）
- 新抗体物語（協和発酵キリンサイト、2013年6月 - 月1連載） - 抗体・免疫をわかりやすく解説するWEB漫画[6]。
- 銀行渉外担当 竹中治夫（講談社『週刊現代』2015年 - 2020年連載）
- Dr.アシュラ（日本文芸社『週刊漫画ゴラク』2015年4月10日号[7] - 2016年7月1日号、全3巻）
- バウンスバック（講談社『週刊現代』2020年9月5日号[8] - 連載中、既刊13巻） - 『人生はバウンスバック』として連載開始[8]。
- するりのベント酒（原作：久住昌之、日本文芸社『週刊漫画ゴラク』2023年12月15日号NFT特典[9] - 2025年3月21日号[10]） - 原作は『するりベント酒』[9]。

### 読み切り
- Dr. オッドボール OHP桐生院薫（講談社『Dモーニング』2014年34号[11]）

### その他
- 偉人絵巻!!（リイド社『コミック乱』2014年8月号[12]） - 上杉謙信のイラスト[12]。

## 関連人物
- 尾瀬あきら - 漫画の師匠[3]
- 小山宙哉 - 元アシスタント[要出典]
- 今日マチ子 - 元アシスタント[要出典]
- 川田 - 元アシスタント[要出典]
- 羽賀翔一 - 元アシスタント[要出典]